# Hospital de la Resurrección (Valladolid)

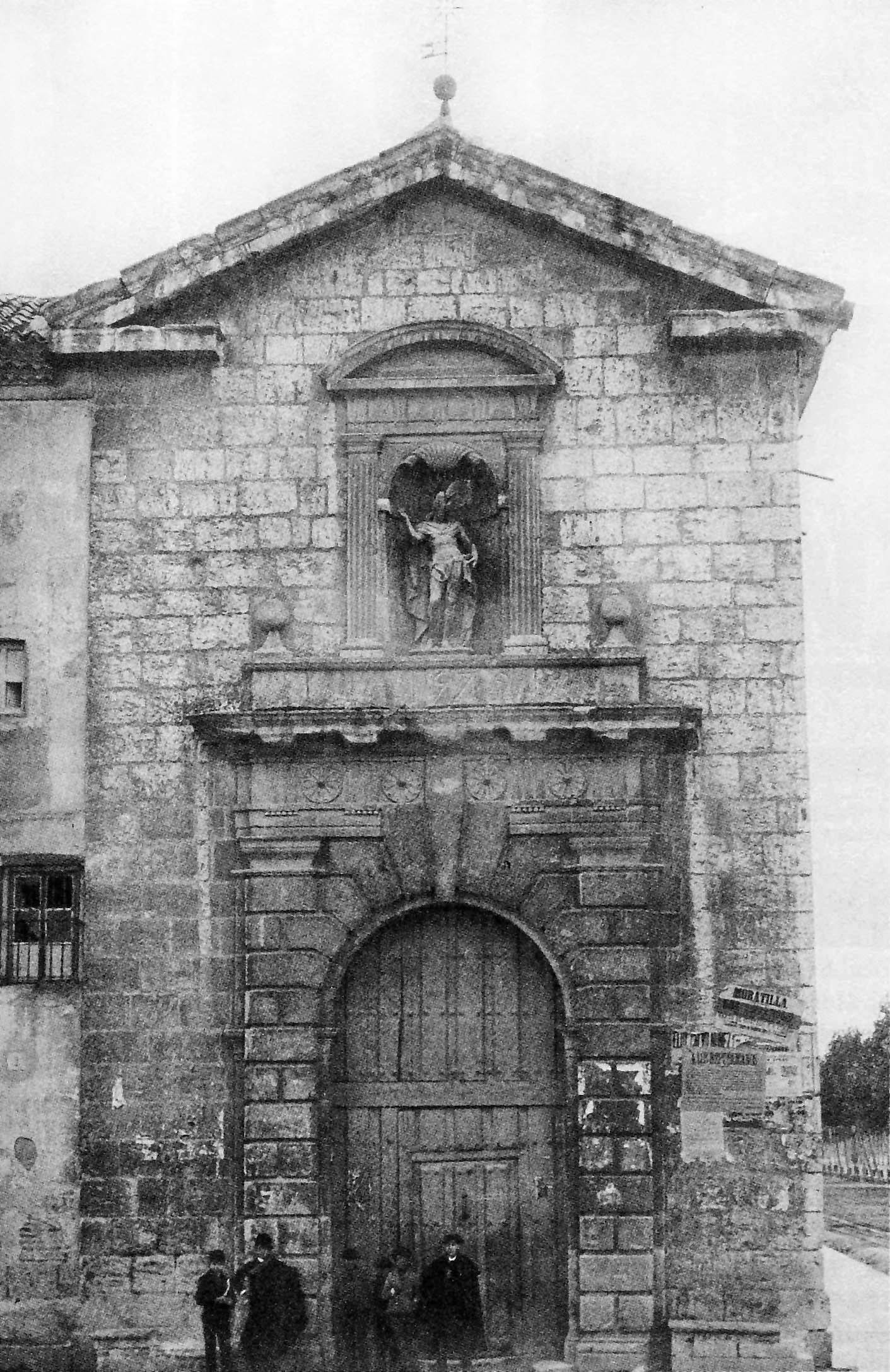
Fotografía de la fachada y portada del hospital de la Resurrección tomada por el fotógrafo Adolfo Eguren poco antes de su demolición. El cuerpo superior se conserva y se ha reubicado en el jardín delantero de la casa de Cervantes y Academia de Bellas Artes.

El hospital de la Resurrección fue una antigua institución hospitalaria española, hoy desaparecida, que atendió a pobres y enfermos de la ciudad de Valladolid durante más de tres siglos. Se ubicaba fuera de la puerta del Campo, ocupando un antiguo edificio donde se encontraba entonces la mancebía de la ciudad cuyas inquilinas y administradores fueron desalojados y trasladados sin miramientos a las once de la noche del 25 de marzo de 1553. El hospital comenzó su existencia con tres administradores al frente que se ocuparon en primer lugar de renovar y adecentar el edificio. La institución se regía por la Regla y ordenanza de la cofradía del hospital de la Resurrección. A lo largo de los años se fueron haciendo obras  de ampliación y mejora, construcción de la iglesia y más dependencias. Como hospital marchaba bastante bien. Con la llegada de las tropas de Napoleón a principios del siglo xix sufrió una gran convulsión convirtiéndose en hospital militar para el ejército francés. Tras los años de guerra hubo cambios administrativos y sociales que afectaron al hospital aunque no cesaron las obras y mantenimiento; pero tenía ya los días contados y se había organizado una comisión para la construcción de un nuevo centro en otro lugar. En octubre de 1883 se ordenó por decreto su derribo que tendría lugar a finales de 1890. Se había iniciado ya la subasta del desmonte y se pudo rescatar la parte de arriba de la portada con la escultura del cristo resucitado que se conserva en los jardines delanteros de la casa de Cervantes y de la Real Academia de Bellas Artes. En el solar del desaparecido hospital se levantó años más tarde el edificio llamado casa Mantilla.
El hospital de la Resurrección forma parte del patrimonio desaparecido de Valladolid.

## Antecedentes históricos
En este mismo lugar donde se ubicó el hospital de la Resurrección y en este mismo edificio estaba la mancebía, regida por la cofradía de la Consolación y la Concepción cuyos datos documentales se conservan y dan fe de los hechos. 

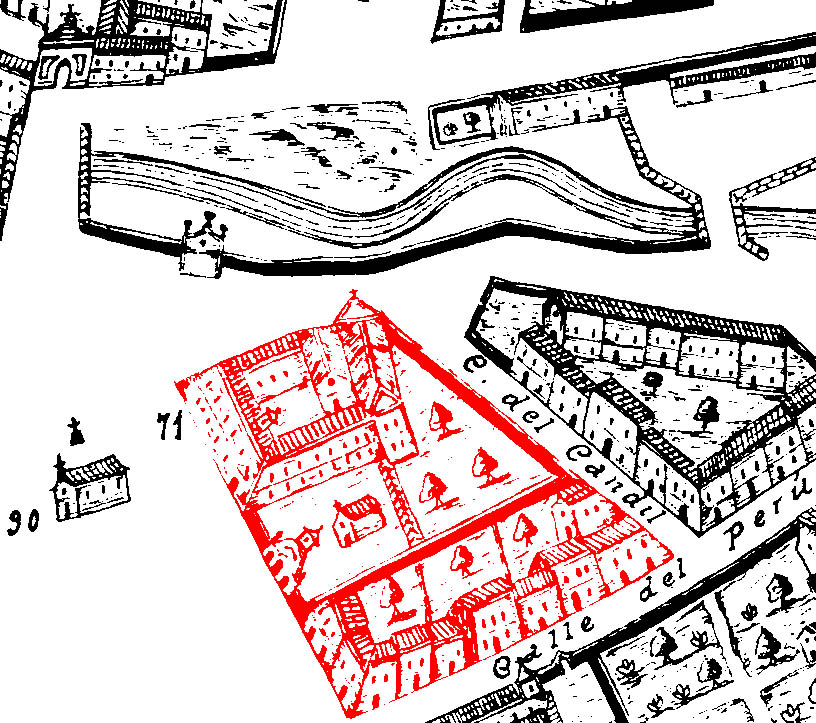
Plano de Ventura Seco (1738). En rojo el edificio del hospital de la Resurrección

La zona antigua de las mancebías vallisoletanas estuvo en la ronda de Santisteban (más tarde calle de José María Lacort) y en esos parajes poseía el ciudadano García de Sagredo unas casas de mujeres públicas. Como el negocio marchaba bastante bien, en 1445 pidió al Regimiento (Ayuntamiento) que le concediera el solar que había frente a la puerta del Campo para construir otras casas y boticas.. El Ayuntamiento concedió el solar en régimen de arrendamiento y ese mismo año se construyó la casa que es la misma que fue ocupada después para el hospital.  En 1478 García de Sagredo, siguiendo los deseos de su esposa fallecida donó el beneficio del negocio a la cofradía de la Consolación, con la ratificación de los Reyes Católicos y más tarde de la reina Juana y del emperador Carlos. La cofradía empleaba los ingresos obtenidos para mantener un hospital de su propiedad situado en la calle del Campo (hoy calle de Santiago) frente al monasterio de las Comendadoras de Santa Cruz.
En el siglo xvi la ciudad iba creciendo hacia el sur sustituyendo huertas por viviendas; llegó un momento en que se demostró lo improcedente de una casa de mancebía en aquellos parajes ya urbanizados y bastante frecuentados por los ciudadanos por lo que empezaron las protestas y el planteamiento de una solución. Los administradores de los hospitales de Canseco y de los Santos se pusieron de acuerdo para pedir directamente al Ayuntamiento la concesión de la casa y el solar de la mancebía para rehabilitarlo como hospital de pobres, un hospital grande y capaz que sería muy beneficioso para la ciudad.
Fue necesaria la licencia del Consejo Real. La petición siguió su curso y el 17 de enero de 1552 se dio en Madrid una Real provisión que llegó a Valladolid en el mes de febrero, donde se aconsejaba a los interesados llegar a un acuerdo para realizar el proyecto. La traba principal era conseguir otro espacio para la mancebía. Las conversaciones duraron un año hasta que finalmente el problema o problemas se solucionaron por las bravas, según el relato del historiador Matías Sangrador.

[...] « lo ejecutó el 23 de marzo de 1553, arrancando violentamente las llaves a una muger que hacía de portera.» Expulsaron de allí a las mujeres públicas y acomodaron a los enfermos que anteriormente se hallaban en los hospitales de los Santos (en la parroquia el Salvador) y Canseco (en la parroquia de San Benito el Viejo). A continuación consagraron la casa y al día siguiente el obispo fray Andrés de Fuensalida celebró misa con gran solemnidad.
Matías Sangrador Vitores

Tras estos acontecimientos el hospital comenzó su andadura con los administradores Antonio de Zamora, Alonso de Portillo y Gregorio Torquemada. Pasados unos años quedó Portillo como único administrador. Su mayor deseo y preocupación fue agrandar y mejorar el edificio antiguo de la mancebía que se iba quedando pequeño e inadecuado.

## Historia
Siglo xvi
El hospital se puso enseguida en funcionamiento. En 1569 entraban diariamente entre cincuenta y sesenta pobres enfermos —hombres y mujeres—, «dándoles todo lo necesario y con la mayor limpieza», según se afirma en los documentos. Seguían unas reglas propias llamadas Regla y ordenanzas de la cofradía del hospital de la Resurrección que fue ratificada el 20 de septiembre de 1573 en una reunión o cabildo integrado por los cofrades y diputados, administrador y cura de la casa. Alonso de Portillo tenía el cargo de mayordomo y administrador. Se estipularon una serie de normas, entre otras:
- obligación del administrador de llevar un libro con las anotaciones de los nombres de los hospitalizados, su procedencia, hacienda o posibles económicos con que contaran, día de entrada, día de defunción si era el caso;
- sólo se podían admitir a los pobres enfermos de bubas, pues se decía que fue para ellos para quienes se ordenó y abrió el establecimiento. Pero más tarde se admitieron otros enfermos y consta que en 1599 «... continuamente se curan... muchos pobres de llagas y sudores... males contagiosos en seis enfermerías que hay... siempre están las enfermerías llenas y la cura es tan útil y provechosa y tan general que de más de veinte leguas a la redonda no hay otro hospital do se curen estas enfermedades.» [6]

Con el hospital en funcionamiento comenzaron las obras de ampliación y de mejora que duraron todo el siglo xvi. En la memoria de gastos consta que las obras comenzaron el 15 de mayo de 1553.
Por esas fechas los administradores se pusieron en contacto con Juan de la Vega para realizar toda la obra del hospital, todo lo necesario, comprometiéndose el maestro a hacer también tapias y cimientos. En ese libro de gastos se señalan otros temas: la utilización de piedra de Castronuevo para las puertas y la descripción de las obras de la iglesia nueva con las medidas de 26,60 m de longitud y 19,60 m  de anchura, con tres naves y soportes de madera de olmo o de negrillo o de pino. Para disponer otras dependencias hubo necesidad de más terreno, por lo que se compró en agosto de 1553 un solar casi pegado al hospital a la viuda de Pedro de la Cerda, a censo perpetuo de 4500 maravedíes de renta anual.
A lo largo del tiempo se instituyeron cuatro cofradías: la principal, según Canesi, llamada del Santísimo Sacramento —o Sacramental o de la Resurrección—, fundada por Portillo, cuyo cometido era enterrar a los enfermos fallecidos en el hospital, celebrar misas, sufragios, rezos de ánimas; otra llamada del Santo Sepulcro de Cristo, compuesta por individuos y tablajeros que pesaban en las carnicerías de la ciudad; y, además, las cofradías de la Limpieza y la de Nuestra Señora de los Gozos.
Los artífices
Juan de la Vega fue el principal maestro de obras y tracista del hospital; su trabajo está suficientemente documentado así como otras obras realizadas en la misma ciudad de Valladolid. Su taller estaba bien considerado, relacionado con los principios del movimiento clasicista de la ciudad. En ese taller se formó Juan de Nates que llegó a emparentar con Juan de la Vega al casarse con su hija María de la Vega.
Nates trabajó también en las obras del hospital y así quedó registrado en los documentos de gastos entre 1584-1585. También se cita al cantero Francisco de la Maza en obras como la construcción de una bodeguilla, en el empedrado del patio, el asentamiento de puertas, la reparación de la noria, y poda del vergel; incluso se le nombra por «labrar y asentar el sepulcro del administrador Portillo», que había muerto por aquellas fechas.
Pedro de Mazuecos el Viejo aparece también en diversas tareas de tasación y de pagos a los maestros de cantería en 1579, y reaparece en 1589  en obras de carpintería y en la culminación del edificio con «armadura de dos aguas de par hilera». Por entonces el administrador del hospital era el hermano Domingo de la Compañía de San Juan de Dios. En 1592 aparece de nuevo Juan de Nates certificando los pagos al carretero Domingo Lobo.
También el arte mueble tiene sus profesionales en la confección de muebles para archivos, aldabones, cerraduras, etc. Y en 1591 el artista Alonso Ximénez de Medina del Campo hizo una cruz y unos relicarios.
Siglos xvii y xviii
El traslado de la Corte a Valladolid en el reinado de Felipe III, desde 1601 a 1606, supuso un cambio en la vida de sus ciudadanos y en el desarrollo urbano y socialde la nueva capital. En torno a la Corte llegaron personajes famosos o de categoría o simplemente hombres de la administración que con el tiempo y por otras circunstancias consiguieron una gran relevancia. Tal es el caso de Miguel de Cervantes que llegó a Valladolid a mediados de 1603 reclamado por el Consejo de Hacienda para rendir cuentas ante la Contaduría General. Cervantes y su numerosa familia se acomodarían a su llegada en alguna casa de la que no se tiene constancia hasta que el constructor Juan de las Navas edificó en agosto de 1604 unas casas en la zona del Rastro Nuevo de los Carneros, cercanas a la orilla izquierda del Esgueva y a pocos metros del hospital de la Resurrección. Cervantes alquiló una de esas casas y en ella vivió hasta pocos meses después del regreso de la Corte a Madrid.
En el primer tercio del siglo xvii, siendo obispo Francisco Sobrino se abordó una reestructuración de los distintos hospitales existentes en Valladolid que afectó al hospital de la Resurrección. Lo cuenta el historiador Juan Antolínez de Burgos en su obra Historia de Valladolid. Existían por lo menos nueve entidades, la mayoría muy pobres y con poca capacidad, de las cuales subsistieron cuatro: Santa María de Esgueva —muy antiguo, fundado por el conde Ansúrez—; los Desamparados, que acogía pobres con enfermedades incurables; San Antonio Abad, con enfermos de cáncer o enfermedades parecidas; y el de la Resurrección, que pasó a llamarse también General por haber acogido a los enfermos de los  hospitales suprimidos, junto con sus rentas y ropas. En este hospital se atendían ya toda clase de enfermedades, no como al principio. Después de esa reestructuración fue preciso ampliar y hacer más obras y reparaciones. Según el libro de gastos —que detalla arreglos y adquisiciones— se sabe que el hospital contaba por entonces con enfermerías, despensa, cocina, botica, lavadero, tapias, corral, huerta, jardín con rosales y árboles que se talaban para sacar leña. Había una cuadra que albergaba el cuartago (el animal que tiraba del carro del hospital). Por la obras efectuadas y anotadas en dicho libro de gastos se sabe que el hospital tenía cuarenta y seis alcobas en dos enfermerías de hombres y de mujeres y «casillas donde se recogen los bañados».
El historiador Manuel Canesi en su obra Historia de Valladolid (1750) da una extensa información sobre una capilla del hospital cuyas obras corrieron a cargo de la Cofradía del Santo Sepulcro de Cristo. Dice que en el año 1672 esa cofradía:

[...] finalizó la capilla antigua que tiene la iglesia de este hospital y celebró la colocación de Cristo en el sepulcro, con cultos suntuosos y sagradas fiestas con fuegos, danzas y otras diversiones y una corrida de toros [...] esta cofradía más celosa de su devoción ha renovado primorosamente su capilla [...] adornándola con retablo dorado muy vistoso cuyas obras concluyeron el año 1720 [...] y por el mismo tiempo se doró el retablo de la iglesia principal que está dedicado a la Resurrección de Cristo, nuestro bien, y así mismo los colaterales que son muy pulidos.
Manuel Canesi Acevedo

Pero esta no debió ser la colocación definitiva pues el 6 de agosto de 1702 Ventura Pérez en su Diario de Valladolid anotó un nuevo traslado con más fiestas y más toros.
Siglo xix
La primera década del siglo xix en España se vio agitada a causa de la invasión francesa y posterior Guerra de la Independencia. Antes de empezar propiamente la guerra los soldados franceses instalados en Valladolid se adueñaron de un número elevado de camas del hospital, incluso con exigencias pues el comandante francés pidió al alcalde que «Conforme a nuestros reglamentos se necesita un enfermero para cada doce enfermos».

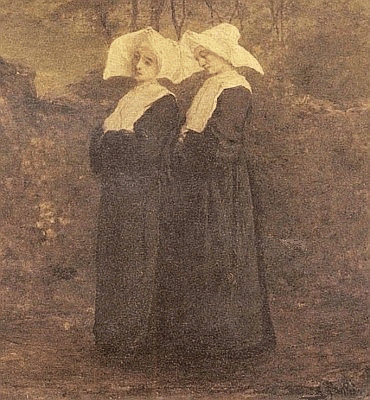
Dos monjas de la Caridad pintadas por Armand Gautier que corresponden a la época del hospital

Pasada la contienda y a partir de 1825 tuvieron lugar algunos cambios. Primeramente fue la llegada desde Madrid de siete monjas de la congregación de Hijas de la Caridad de San Vicente de Paúl que asistirían a los enfermos y a las distintas necesidades del centro por una mínima cantidad de 40 reales a la semana cada religiosa. Además, a partir de 1836, la administración del hospital que hasta el momento dependía del obispado pasó a la Junta Municipal de Beneficencia.
Hacia mediados del siglo XIX el hospital contaba con dos médicos y dos cirujanos. Por esas fechas se hicieron obras importantes como la construcción de los anfiteatros anatómico y quirúrgico, de cuyo diseño se encargó el arquitecto Antonio Iturralde. Poco después hubo otra remodelación para acondicionar una sala de obstetricia. El edificio y sus dependencias experimentaron bastantes cambios a final de siglo, pese a que tenía los días contados. Uno de los cambios más llamativos fue la desaparición del cementerio y su capilla y posterior traslado al nuevo cementerio municipal que funcionaba desde 1833; otro fue la instalación de un observatorio astronómico. Como peticiones hubo la solicitud de plantación de más árboles que dieran sombra y bienestar a los enfermos. Pero mientras se hacían reformas y peticiones se formaba una comisión para llevar a cabo la construcción de un nuevo hospital. En diciembre de 1881 se trasladaron los enfermos al Hospital de Esgueva en espera del definitivo aposentamiento y en 1883 se anunció su derribo. El  viejo hospital se había quedado pequeño, anticuado y ruinoso. En julio de 1890 salió en pública subasta el complejo arquitectónico y su terreno y se empezó a derribar a finales de octubre con un puntual seguimiento de la prensa y los ciudadanos que de alguna manera exteriorizaron su pesar por la desaparición de esta institución tan representativa de la vida de los vallisoletanos. Hubo un periódico, La Crónica Mercantil que dio la voz de alarma sobre la puerta y fachada de entrada que, a su entender, debía ser salvada. La “Comisión de Monumentos históricos y artísticos de la provincia” se hizo cargo de esta llamada y encomendó una fotografía al fotógrafo Adolfo Eguren y además mandó desmontar la parte superior —la más artística— de la fachada que se trasladó al antiguo Museo Provincial de Bellas Artes (que sería después el Museo Nacional de Escultura. Por Real Orden del 24 de abril de 1917 el museo cedió en depósito dicha portada a la casa de Cervantes y allí puede contemplarse todavía colocada en un muro del jardín delantero.
El año 1890 fue muy movido a partir del mes de agosto. En esa fecha el edificio y su terreno, con patios y corrales, tenía ya sus compradores (la pública subasta se había hecho en el mes de julio) y tuvo lugar la escritura de venta; en noviembre de ese mismo año, tras el derribo, el Ayuntamiento concedió el señalamiento de líneas a seguir de la nueva edificación; en diciembre la prensa se hizo eco de los planos dados a conocer por Julio Saracíbar. Las obras del nuevo edificio —la casa Mantilla— comenzaron el 1 de marzo de 1891 y se terminaron el 31 de diciembre de 1892.

## Portada principal del edificio

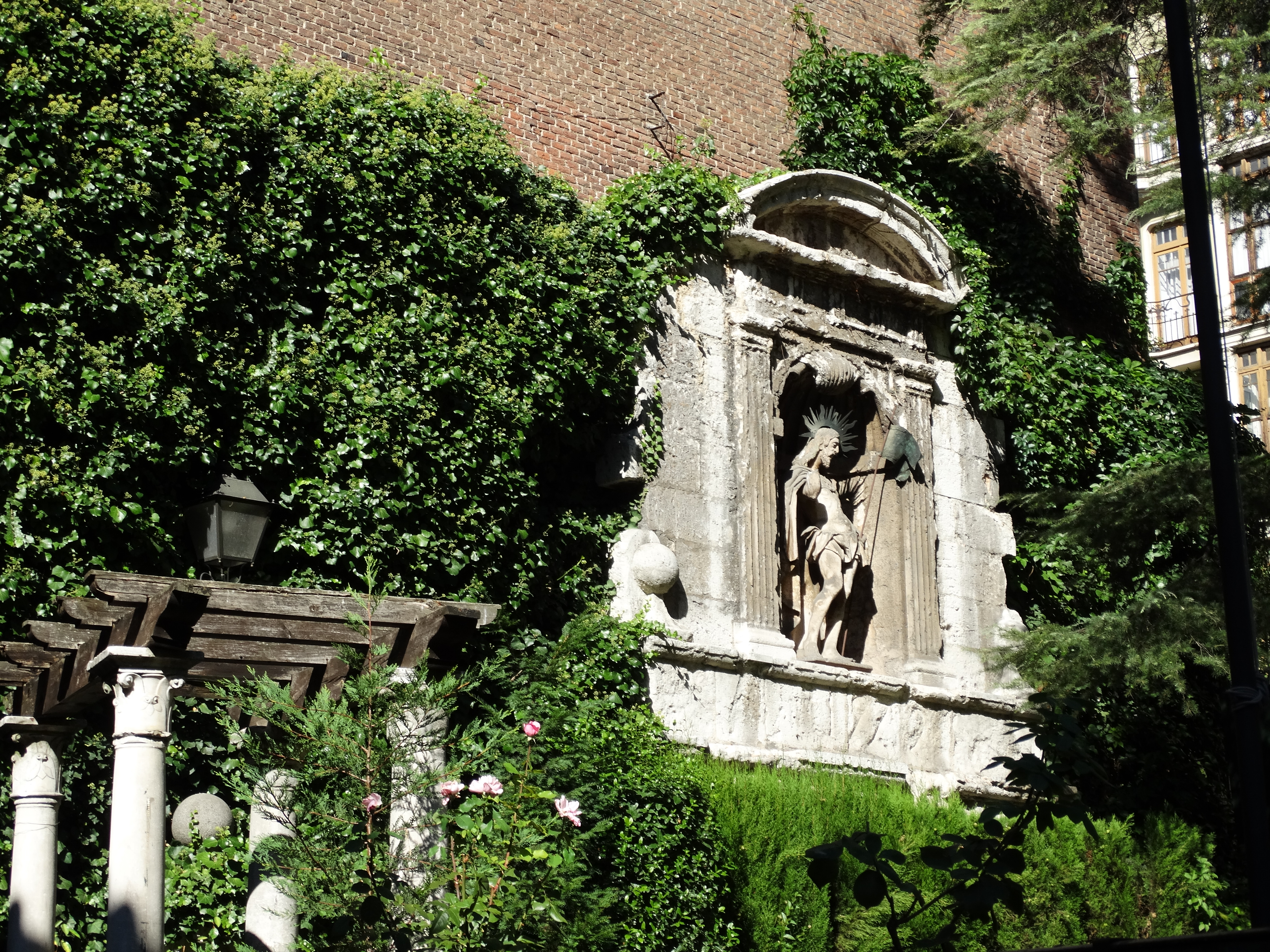
Detalle del segundo cuerpo de la portada del hospital ubicada en el jardín delantero de la Casa de Cervantes y Academia de Bellas Artes

En la fachada norte del edificio estaba la portada de acceso al hospital, en la esquina entre la Acera de Recoletos y la actual calle de Miguel Íscar. Esa fachada era muy pobre, levantada con ladrillos enfoscados sobre un zócalo de sillería. Tenía dos pisos cuya separación estaba marcada por una imposta; en cada piso se abrían sendos vanos dispuestos de manera muy irregular. Lo único con valor arquitectónico era la portada construida en piedra de sillería. Tenía un arco de medio punto rematado por un entablamento con decoración de rosetas. En el segundo cuerpo había un ático con hornacina donde estaba situada la imagen titular y debajo, la fecha de 1579. Este segundo cuerpo es el que se salvó de la demolición y que se encuentra en los jardines de la casa de Cervantes.

## La iglesia
Retablo mayor

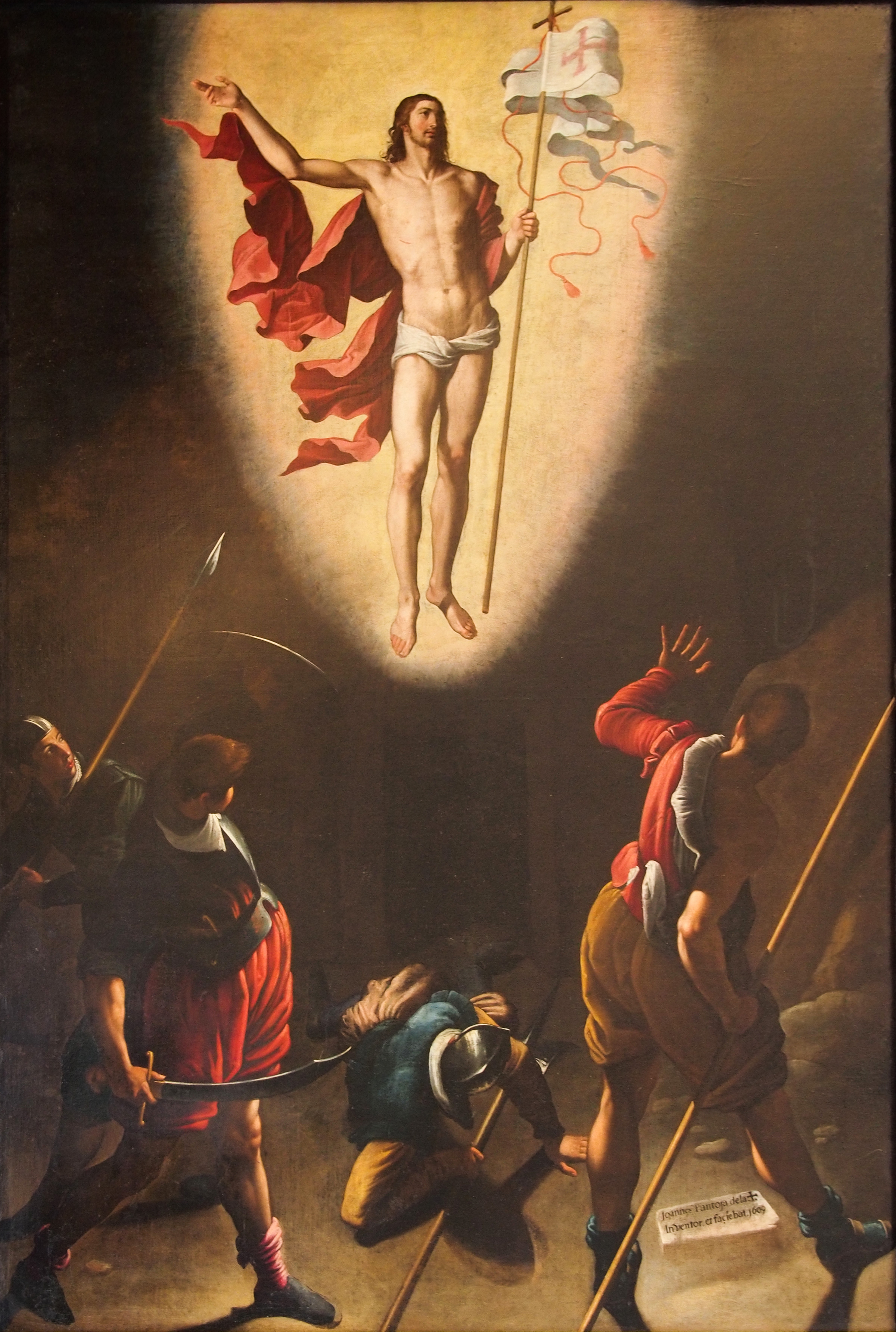
Pintura de Juan Pantoja de la Cruz para el retablo

La iglesia tenía un retablo mayor consagrado a la Resurrección de Cristo, que era su titular, y que estaba representado en una pintura notable firmada por el vallisoletano Juan Pantoja de la Cruz, pintor de la Corte en 1605. El estilo es manierista y muestra a un cristo triunfante iluminado por un resplandor que ciega a los soldados que se encuentran a sus pies. El cuadro se salvó de la demolición y está custodiado en el Palacio de la Diputación Provincial de Valladolid.

### Capilla de la cofradía
La cofradía del Santo Sepulcro contaba con una capilla propia en la iglesia situada en el lado de la Epístola. El historiador Matías Sangrador describió con breves palabras el recinto de la iglesia que calificó como «sumamente oscura ... su bóveda bastante baja». Sin embargo se extendió en la descripción de la capilla de la congregación o del Santo Sepulcro: tenía «primorosas pinturas al fresco» adornando las paredes y las bóvedas, pinturas con enramados y figuras de las sibilas. Junto a una de estas sibilas había pintada una escalera en trampantojo que llamó mucho la atención del historiador: «que parece que sale del fondo de la pared». También estaban representados los Cuatro Evangelistas. La bóveda estaba decorada con la representación de columnas doradas y con ángeles llevando los atributos de la Pasión; cuatro lucernas o ventanas sobre las imágenes de los profetas también en trampantojo
Cuando Sangrador escribió estos comentarios ya no se tenía memoria del autor o autores de esa combinación de pinturas que englobaba la iconografía religiosa con componentes vegetales y arquitecturas con la técnica del trampantojo, aunque los estudiosos del momento creyeron ver una influencia italiana.

#### Retablo de la capilla

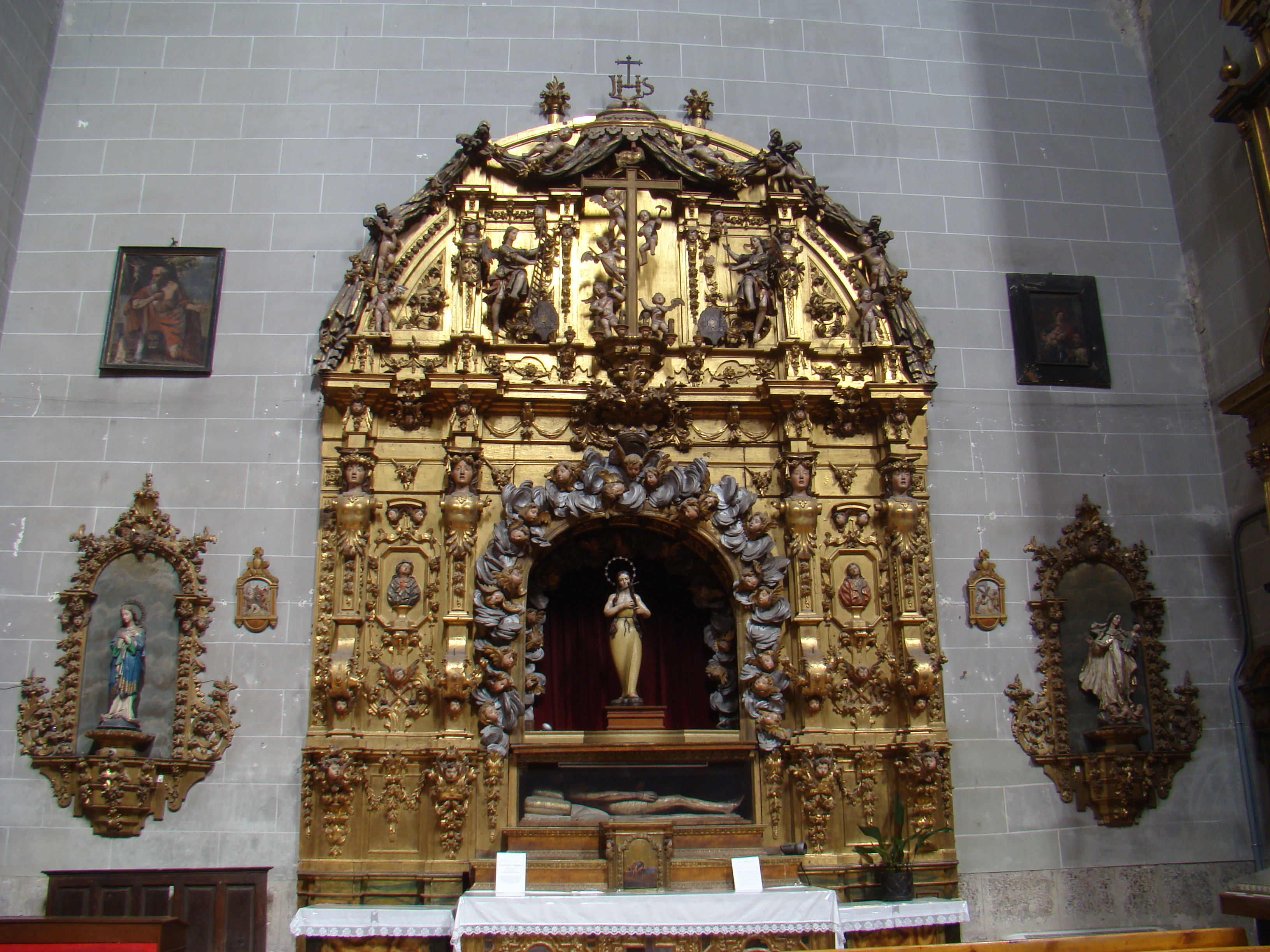
Retablo del Santo Sepulcro con la imagen yacente embutida en la predela. Perteneció al hospital de la Resurrección y se encuentra en la iglesia vallisoletana de la Magdalena

Todas las pinturas al fresco desaparecieron convertidas en escombro cuando se hizo la demolición de todo el conjunto del hospital. Sin embargo se salvaron el retablo y el Santo Sepulcro que todavía pueden verse en la iglesia vallisoletana de la Magdalena. Se había encargado en agosto de 1719 la arquitectura del retablo a Juan y Pedro de Correas —padre e hijo—, maestros tallistas y ensambladores, con un precio de 2000 reales. El retablo es bastante barroco y consta de un cuerpo central principal y dos laterales separados por estípites, elementos muy utilizados en el barroco novohispano; la hornacina central está rodeada por un marco riquísimo dispuesto en arquivoltas repletas de ángeles. En su origen fue todavía más voluminoso pero después se aligeró un poco para agrandar el hueco y dar espacio a la imagen que se colocó del Cristo del Perdón. Después se cambió por una imagen de la Magdalena penitente que es la que pervive todavía en el año 2017.
Se sabe por una copia que se conserva de la Regla fundacional de la cofradía que en 1644 el obispo fray Gregorio de Pedrosa hizo una visita al hospital y que en la capilla vio un Santo Sepulcro proveniente del hospital de San Bartolomé; el obispo advirtió que la imagen estaba olvidada y poco considerada por lo que encargó a su costa «el nicho y altar donde al presente se ha colocado el Santo Sepulcro». Es una talla del siglo xvi, de buena calidad cuya iconografía puede considerarse precedente de los numerosos cristos yacentes del siglo xvii. Cuando la cofradía se tuvo que trasladar en 1900 a la iglesia de la Magdalena instaló allí su retablo junto con el cristo yacente colocado en el centro de la predela.

## Cervantes y el hospital de la Resurrección
Cervantes llegó a Valladolid a mediados de 1603 a requerimiento del Consejo de Hacienda; probablemente la familia se instaló de manera provisional en una casa de alquiler de la que no se tiene noticia. La segunda y definitiva vivienda fue en una de las casas que el constructor Juan de las Navas había edificado en la calle del Rastro de los Carneros y que ya estaban listas para ser habitadas en agosto de 1604. Estaban muy cerca del hospital de la Resurrección.
Instalado en esa casa, Cervantes escribió alguna de sus Novelas ejemplares, entre ellas El casamiento engañoso y El coloquio de los perros, con un argumento relacionado con el vecino hospital. En ambas novelas adquieren gran importancia Cipión y Berganza, dos perros casi humanizados que tienen la facultad de hablar y comunicarse entre ellos con el lenguaje de los hombres. Su dueño era Mahudes, que los tenía como compañeros de sus andanzas caritativas, y que se basó en un personaje que existió de verdad y que era muy conocido en la Valladolid de la época por su recorrido nocturno por las calles pidiendo limosna para ayudar a sostener «su hospital», que no era otro que el hospital de los Desamparados —conocido también como hospital de Mahudes— situado muy cerca del de la Resurrección.

### Error histórico
La narración de Cervantes al situar a Mahudes y sus perros en el hospital de la Resurrección dio lugar a un error histórico; los sucesivos escritores cervantistas confiaron en lo narrado por Cervantes (que era escritor pero no historiador ni investigador), no teniendo en sus manos el apoyo de documentos archivados que pudieran dar testimonio de la verdadera ubicación y personalidad de Mahudes y sus perros.
Así el cervantista Agustín González de Amezúa aseguró en una introducción que hizo en una edición de El casamiento engañoso y de El coloquio de los perros que «la cofradía que cuidaba del hospital de la Resurrección  contaba con un hermano limosnero llamado Mahudes...» Es una información que ofrece sin señalar fuentes, únicamente siguiendo el relato del propio Cervantes.
El erudito Narciso Alonso Cortés investigó en el Archivo de Protocolos de la ciudad de Valladolid para completar su trabajo Los perros de Mahudes y allí encontró un testamento de alguien llamado Alonso de Mahudes; esta persona llegó con su mujer de Grajal de Campos (hoy provincia de León) y residió como enfermo en el hospital de la Resurrección. Antes de morir hizo testamento fechado en 1563 dando orden para que dicho hospital recibiera todos sus bienes. Se curó y se quedó en el establecimiento consagrando su vida al servicio de Dios y de los pobres enfermos. Es una persona totalmente distinta al Mahudes amo de los perros, llamado Luis de Mahudes.
Otro gran cervantista, Luis Astrana Marín, compartió la opinión de los otros dos aquí señalados en su obra Vida ejemplar y heroica de Cervantes, repitiendo lo mismo pero sin añadir nuevas fuentes.
En los tiempos en que estos tres cervantistas escribían sus obras sobre Cervantes no se tenía noticia de los archivos de ambos hospitales, Resurrección y Desamparados. Su hallazgo tuvo lugar en el último tercio del siglo xx y se debió a un hecho fortuito.

### Historia de los archivos

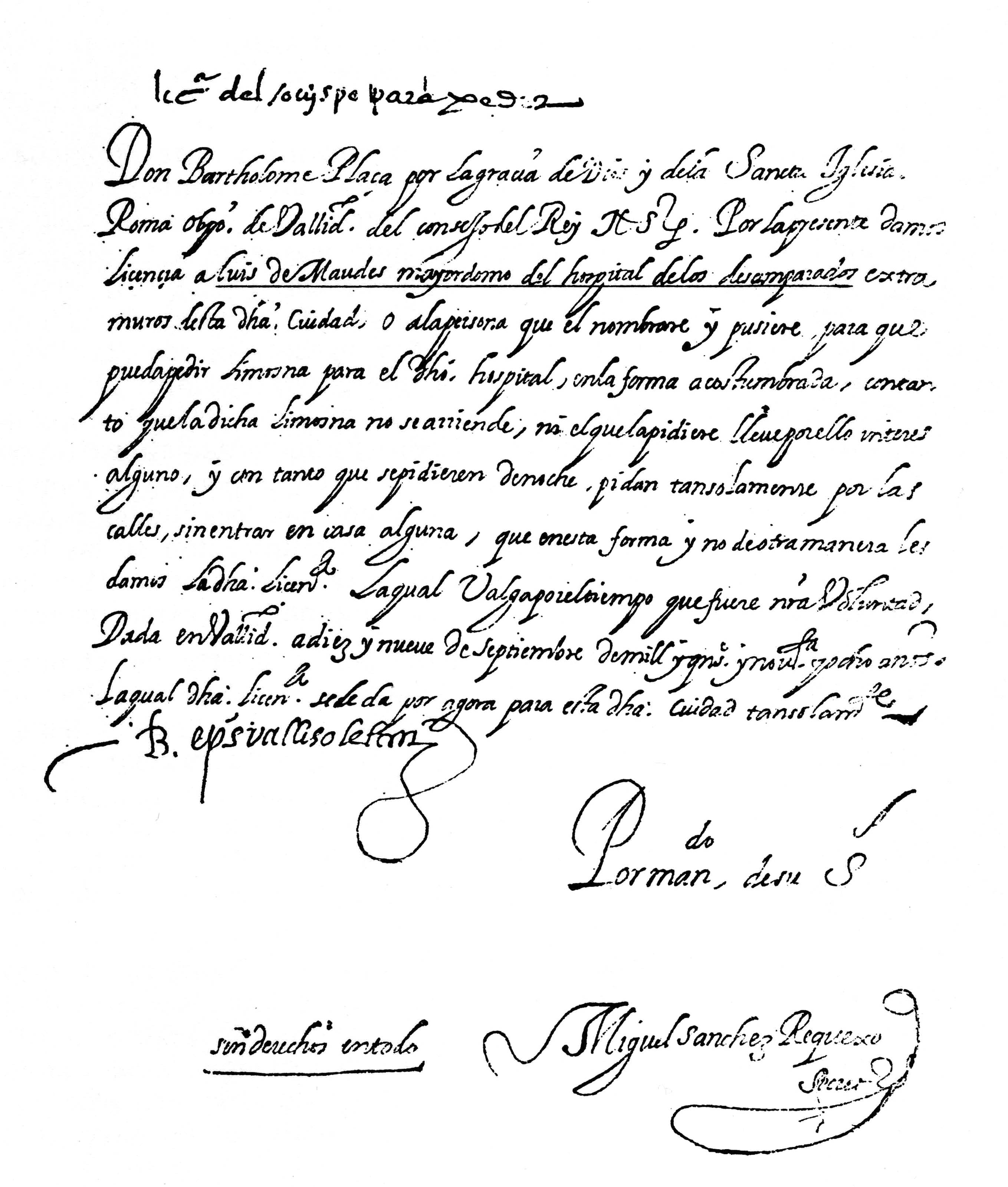
Licencia otorgada por el obispo de Valladolid Bartolomé de la Plaza a Luis de Mahudes dando permiso para pedir limosna por las calles, de noche, para el hospital de los Desamparados. En Valladolid 1598. Archivos del Hospital de la Resurrección, sección Desamparados, Libro 134, fol. 163

En 1976 Amalia Prieto Cantero, siendo directora del Archivo Histórico Provincial y Universitario tuvo la oportunidad de dar a conocer el hallazgo de los desaparecidos archivos del hospital de la Resurrección que llevaban consigo además gran parte del archivo del hospital de los Desamparados y del llamado hospital Formal de la convalecencia. Tras una serie de formalidades el Centro Nacional del Tesoro Bibliográfico y Documental junto con la Comisaría de Archivos compró todos los documentos en junio de 1976. Se compraron al peso, como papel viejo ya que carecían de inventario documental. Una vez terminados todos los formalismos de la compraventa, los archivos pasaron a integrar los fondos del Archivo Histórico Provincial de Valladolid.
Cuando se descubrieron los documentos se vio que había un conjunto de legajos llamados «Hospital de la Resurrección», dividido a su vez en dos series, una que atañe al hospital de la Resurrección y otra al hospital de los Desamparados, con los dos títulos bien diferenciados. En la sección de los Desamparados hay mucha información sobre «el buen cristiano Mahudes» y se conserva intacta la licencia otorgada por el obispo de Valladolid Bartolomé de la Plaza a Luis de Mahudes dándole permiso para pedir limosna por las calles, de noche, para el hospital de los Desamparados.
Los archivos descubiertos están catalogados, ordenados y guardados a buen recaudo a disposición de los investigadores que lo soliciten.